# حادثه خمینی‌شهر
حادثه خمینی‌شهر تجاوز دسته جمعی در ۲ خرداد سال ۱۳۹۰ در یکی از روستاهای نزدیک خمینی‌شهر در استان اصفهان است که منتهی به واکنش‌های گسترده اجتماعی شد.
۶ زن و ۷ مرد جوان در یکی از باغ‌های شهرستان خمینی‌شهر حضور داشتند که ناگهان ۹ مرد با ورود غیرقانونی به داخل باغ، پس از حبس هفت مرد در اتاقی، زنان حاضر در میهمانی را با خودروی سمندی به باغ دیگری در فاصله هزار و ۵۰۰ متری منتقل کردند. متجاوزان سپس با تهدید، چهار تن از زنان را مورد آزار و اذیت قرار داده و قبل از رسیدن پلیس گریختند.

## رسیدگی به پرونده
مأموران انتظامی متهمان اصلی را در اصفهان و زاهدان دستگیر کردند. بر اساس رأی شعبه ۱۸ دادگاه کیفری استان اصفهان در جلسه دوم دادگاه در تاریخ ۱۸ شهریور، چهار نفر از متهمان حادثه خمینی شهر به اعدام محکوم شدند که حکم اعدام این چهار تن در بیستم مهر ماه همان سال در ملاء عام اجراء شد متهم دیگری به ۲۸ سال حبس تعزیری و ۱۵۴ ضربه شلاق محکوم شد. براساس رأی این دادگاه هر یک از متهمان شامل ۱۰سال حبس و ۷۴ ضربه شلاق تعزیری به دلیل مشارکت در سرقت مقرون به آزار، ۱۵ سال حبس تعزیری به دلیل مشارکت در آدم‌ربایی، سه سال حبس تعزیری به دلیل حبس غیرقانونی مردان و ۸۰ ضربه شلاق به دلیل شرب خمر محکوم شدند. یک متهم این حادثه تبرئه و پرونده یک متهم دیگر همچنان مفتوح و تحقیقات دربارهٔ وی ادامه دارد.

## واکنش‌ها
- احمدرضا رادان، جانشین وقت فرمانده نیروی انتظامی: «این که برخی می‌خواهند اقدامات آن خانواده در داخل باغ را بهانه ای برای ارتکاب جرم آن گروه متجاوز قرار داده و آن را توجیه کنند، قابل قبول نیست.»[۱]
- موسی سالمی، امام جمعه خمینی‌شهر گفته‌است که «اینها (کسانی که به آنها تعرض صورت گرفته) آدمهای علیه‌السلامی نبودند.» او افزوده که «شاید این کار نقشه دشمنان بوده باشد.»
- شادی صدر، حقوقدان و فعال حقوق بشر در گفت و گو با بی‌بی‌سی فارسی ضمن انتقاد از واکنش مسئولان به ویژه امام جمعه اصفهان که گفته بود 'البته آن‌ها هم آدم‌های علیه‌السلامی نبوده‌اند'، گفت: «به نظر من این سخنان پیام بسیار خطرناکی برای جامعه دارد به این معنی که به شکل بسیار روشنی از سوی مقامات مسئول گفته می‌شود که اگر زنی پوشش اش مطابق تعاریف جمهوری اسلامی نباشد، حتی اگر در محدوده خصوصی خانه یا چهاردیواری خودش باشد باز هم تجاوز کردن به او جایز است.»
- دادستان خمینی‌شهر گفته‌است که: «اینها توجیه تجاوز نیست و مردم پشت دیوار خانه‌هایشان باید امنیت داشته باشند.» غلامرضا انصاری، دادستان دادگستری استان اصفهان، نیز گفته‌است که «هماهنگیهایی با مسئولان قوه قضایی به عمل آمده‌است تا این پرونده به‌صورت ویژه و فوق‌العاده در دیوان عالی کشور هم مطرح شود تا انشاءالله بزودی مردم محل شاهد مجازات افرادی که هنجارشکنی می‌کنند باشند.»[۲]
- محسنی اژه‌ای همچنین گفته‌است: «از سوی دیگر به خانواده‌ها سفارش می‌کنیم تا اقداماتی که موجب خدشه‌دار شدن عفت عمومی می‌شود، انجام ندهند. برخی از تعرضات به دلیل کوتاهی‌های اولیه است.»
- رئیس پلیس آگاهی اصفهان هم در این رابطه گفته‌است که «آنها (مهمانان) اگر لباس مناسب داشتند شاید اینطوری نمی‌شد.»[۲]
- علی صافی گلپایگانی، یکی از مراجع تقلید قم خواهان رسیدگی به ماجرای تجاوز در خمینی‌شهر و مجازات سریع عاملان آن شد. وی که گفته می‌شود مقلدان زیادی در استان اصفهان دارد، یکی از عوامل وقوع مفاسد اجتماعی را «اسلامی نبودن روابط زن و مرد» دانست.[۱]

## در فرهنگ عامه
فیلم علفزار ساخته کاظم دانشی اقتباسی از این حادثه و چند ماجرای تجاوز دیگر بوده‌است.